# Ulica Leonida Teligi w Krakowie
Ulica Leonida Teligi – ulica w Krakowie, położona w całości w administracyjnej dzielnicy XII Bieżanów-Prokocim.

## Przebieg
Ulica zaczyna swój bieg na skrzyżowaniu z ul. Mieczysławy Ćwiklińskiej oraz ul. Erazma Jerzmanowskiego, gdzie staje się przedłużeniem tej pierwszej. Następnie biegnie w kierunku zachodnim, gdzie przecina Osiedle Nowy Prokocim. Dalej biegnie w kierunku południowo-zachodnim, w kierunku skrzyżowania z ul. Wielicką i ul. Kazimierza Kostaneckiego, gdzie jej przedłużeniem staje się ta druga.

## Infrastruktura
Ulica Leonida Teligi jest dwupamsową drogą z torowiskiem tramwajowym do pętli „Nowy Bieżanów P+R”. Na ulicy zlokalizowano trzy przystanki tramwajowo-autobusowe – „Prokocim Szpital” (przy skrzyżowaniu z ul. Wielicką i ul. Kazimierza Kostaneckiego), „Teligi” i „Nowy Prokocim” (przy skrzyżowaniu z ul. Erazma Jerzmanowskiego i ul. Mieczysławy Ćwikliskiej).
W 1978 roku w ciągu ulicy oddano przedłużone z ulicy Wielickiej torowisko tramwajowe do pętli „Nowy Bieżanów P+R”.

## Galeria

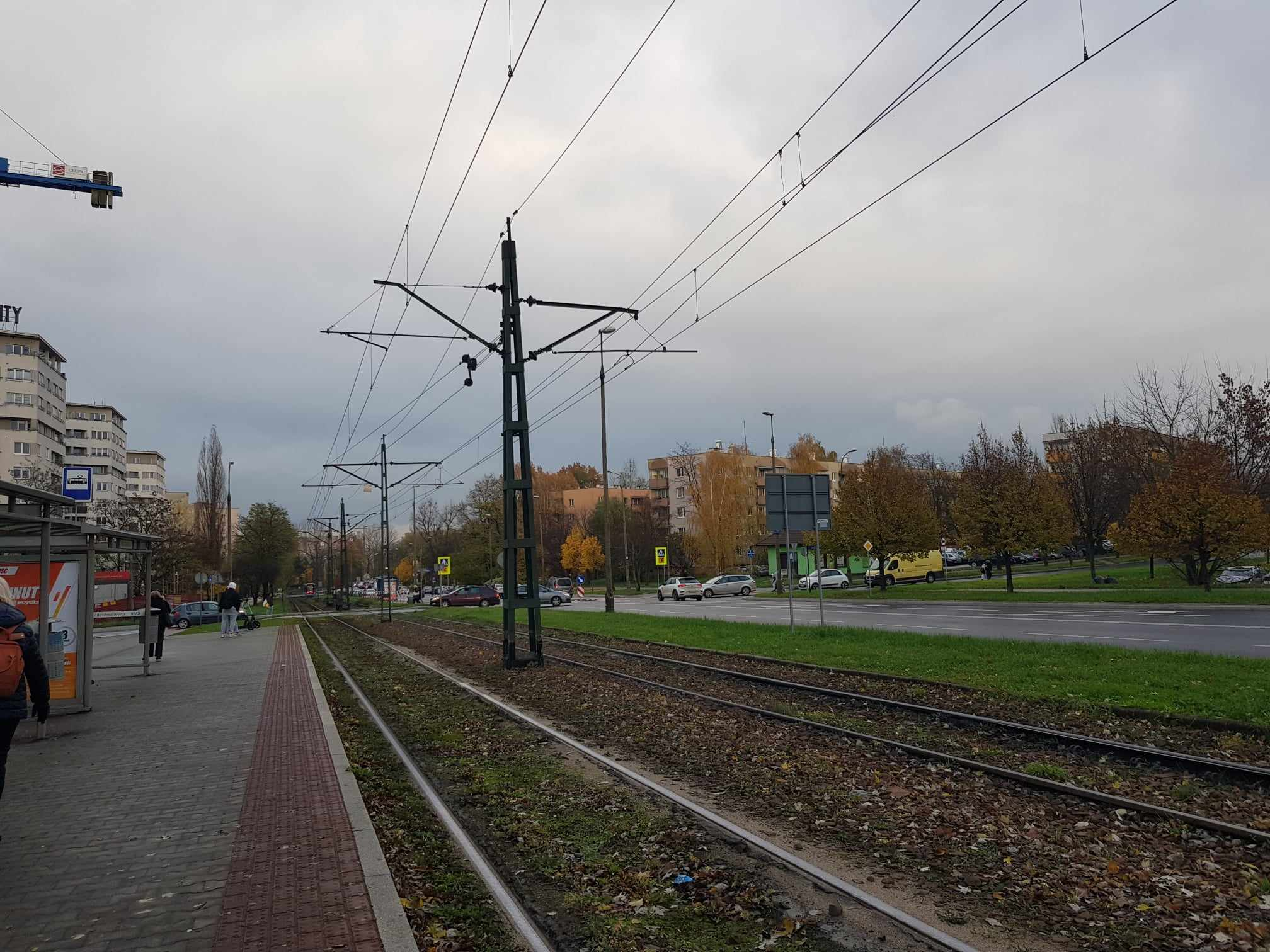
Ogólny widok na północny wschód, od skrzyżowania z ulicą Wielicką
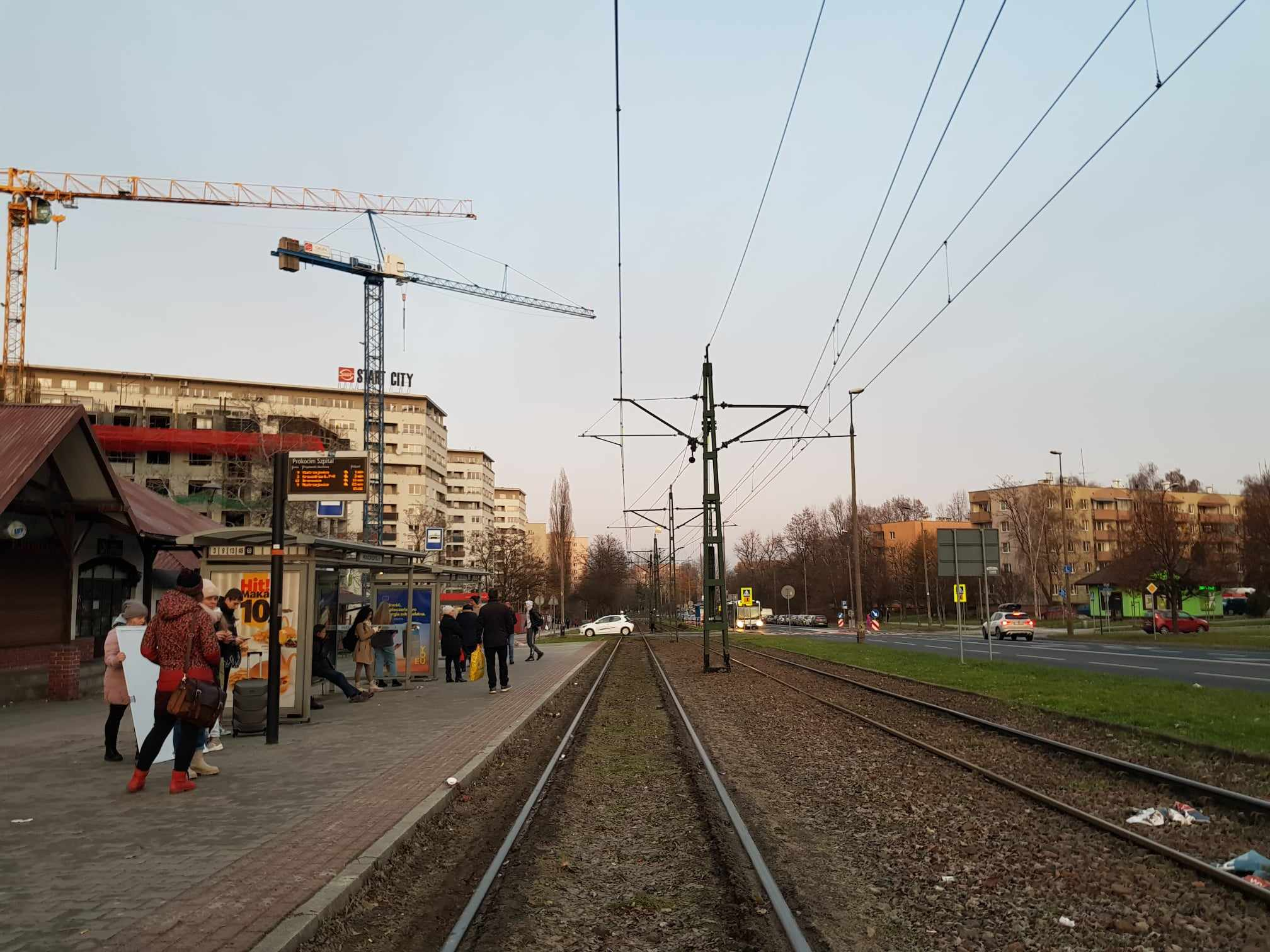
Torowisko tramwajowe przebiegające wzdłuż ulicy